# Perrig Quéméneur
Perrig Quéméneur (nascido em 26 de abril de 1984, em Landerneau) é um ciclista francês. Atualmente, compete para a equipe Direct Énergie.